# Nuestra Señora de Cúcuta
Nuestra Señora de Cúcuta o Virgen de Cúcuta es una advocación mariana venerada en la ciudad colombiana de Cúcuta. Esta devoción tiene un lugar especial en la vida religiosa y cultural de los cucuteños.
Nuestra Señora de Cúcuta fue coronada el 18 de mayo de 1950, 75 años después del Terremoto de Cúcuta de 1875, que destruyó la ciudad. Se dispuso que el último domingo del mes de mayo se celebrara su fiesta patronal, ya que su imagen ubicada en ese entonces, en la Catedral de Cúcuta, quedó intacta luego del terremoto que destruyó la ciudad.